# Musée d'Histoire Naturelle de Lille
O Musée d'Histoire Naturelle de Lille, ou Museu de História Natural de Lille, foi fundado em 1822. Ele abriga coleções zoológicas e geológicas . Seu acervo foi recentemente enriquecido com espécimes etnográficos do Musée Moillet e objetos industriais do antigo Musée Industriel et Commercial de Lille . O endereço do museu é 19 Rue de Bruxelles.

## Polêmica dos artefatos originários brasileiros
Em 2003, uma grande exposição de artefatos brasileiros foi planejada na cidade de Lille como parte das Comemorações do Ano do Brasil na França, que aconteceriam em 2005. 611 objetos seriam expostos na França, mas o governo brasileiro estava preocupado em permitir que eles fossem removidos do país. Como solução, o Museu de História Natural de Lille comprou os objetos, doando-os imediatamente ao Museu do Índio, no Rio de Janeiro, e garantindo assim o direito de empréstimo dos objetos por cinco anos, renováveis por mais cinco anos. Em 2009, não tendo recebido qualquer comunicação de que o museu francês pretendia renovar o empréstimo, o Museu do Indio pediu a restituição deles, que foi recusada, tendo os representantes do museu afirmado que os objetos tinham passado a fazer parte do patrimônio da cidade de Lille.
Depois de uma batalha judicial que durou mais de uma década, os objetos devem ser devolvidos em 2023, com o governo brasileiro aceitando arcar com os custos de transporte. No contrato original, o Museu de História Natural deveria arcar com eles.
O historiador Juarez da Silva criticou o Museu, dizendo que eles mantêm "idéias de que tais objetos não podem ser preservados e valorizados em seus países de origem" e que o patrimônio cultural de países tidos como "exóticos" ainda é visto como se esses objetos pudessem "tranquilamente serem tomados destes como se fosse um direito colonialista”".